# Dolichognatha minuscula
Dolichognatha minuscula là một loài nhện trong họ Tetragnathidae.
Loài này thuộc chi Dolichognatha. Dolichognatha minuscula được Cândido Firmino de Mello-Leitão miêu tả năm 1940.